# Gerald Barry
Gerald Barry (Clarecastle, República d'Irlanda, 28 d'abril de 1952) és un compositor irlandès.
Estudià amb Karlheinz Stockhausen i Mauricio Kagel. La seva música es caracteritza per la seva inherent utilització real del desenvolupament temàtic. Malgrat que, paradoxalment, la música de Barry conté àrea temàtica en el seu material sovint sense cap raó o preparació.
Hi ha un element d'humor en llur música que a voltes acaba de manera inesperada i passant d'estils d'avantguarda a ritmes que recorden la música folk irlandesa. El seu estil líric recorda el model de Händel i els seus gests teatrals a vegades abraça temes eròticosexuals i grotescs de forma grandiloqüent.
Massa sovint l'estructura musical de Gerald Barry passa a un mig-alt, de tal manera, què, els fluxos de llarga durada i la dinàmica, de sobte canvien a un tipus diferent, com si el "canvi de velocitat", estigués en el contrast i en la micro-semblança d'harmonia; per a ell és material melòdic a través de les fronteres d'aquestes regions de contrasts.
Igual que Mozart i Händel concebien sovint els materials, independentment del seu suport instrumental, el reciclatge d'idees peça a peça com en la reelaboració de Triorchic Blues una peça per a violí i piano.
Barry és un especialista a escriure per la veu de baix, com es pot comprovar a La conquista d'Irlanda i Beethoven, un dels seus últims treballs sobre les cartes de Beethoven a la seva estimada immortal.

## Òperes
- The Intelligence Park (1990)
- The Triumph of Beauty and Deceit, escrita originalment per Televisió (1991-92).
- The Bitte Tears of Petra von Kant (2005) a l'obra de Rainer Werner Fassbinder (també de forma independent, fou la base del film del mateix nom).
- La Plus Forte, una òpera d'un sol acte per a soprano i orquestra basada en l'obra de Strindberg (2007)
- The Importance of Being Earnest, llibret de Gerald Barry basat en Oscar Wilde (2010)[1]
- Alice's Adventures Underground, llibret dey Gerald Barry basat en Lewis Carroll (2014/15)

## Altres treballs
- The Conquest of Ireland
- Sur les Pointes
- The Eternal Recurrence, a setting of Nietzsche for voice and orchestra
- Wiener Blut
- Dead March
- Piano Quartet 1 i 2 (per a l'Ives Ensemble)
- Chevaux de Frise
- Water Parted (per a la companyia de ballet de Siobhan Davies ballet, emès per la BBC el 1995)